# Monomorium floricola

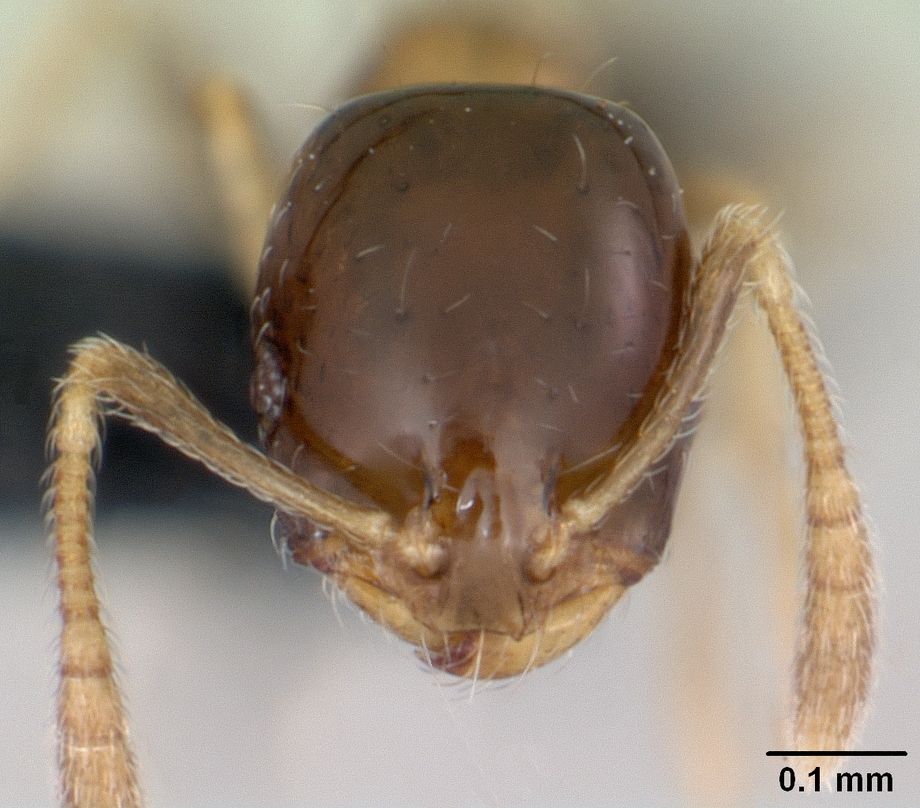
Голова рабочего муравья Monomorium floricola

Monomorium floricola (лат.) — вид мелких муравьёв рода Monomorium из подсемейства мирмицины (Myrmicinae). Инвазивный вид.

## Распространение
Космополитный инвазивный вид, с помощью человеческой деятельности распространившийся почти по всем континентам, главным образом, в тропиках и субтропиках: Африка, Северная Америка, Южная Америка, Европа, Юго-Восточная Азия, Мадагаскар, Новая Гвинея, Австралия и Океания (Новая Каледония и другие острова). Его родиной, вероятно, является тропическая Азия.

## Описание
Длина рабочих муравьёв составляет около 2 мм. Тело имеет двухцветную окраску: голова и брюшко рабочих и самок тёмно-коричневая, а грудка и ноги желтоватые или желтовато-коричневые. Самцы полностью коричневые. Длина головы рабочих 0,39—0,43 мм (ширина — 0,31—0,34 мм). Длина головы самок 0,54—0,72 мм (ширина — 0,44—0,59 мм). Усики 12-члениковые, булава из 3 сегментов. Голова вытянутая, прямоугольная. Жвалы с 3 зубцами. Нижнечелюстные щупики 2-члениковые, нижнегубные щупики состоят из одного сегмента (формула 2,1). Заднегрудка невооружённая, без проподеальных зубцов. Тело гладкое и блестящее. Стебелёк между грудкой и брюшком состоит из двух члеников: петиолюса и постпетиолюса (последний четко отделен от брюшка), жало развито, куколки голые (без кокона). Вид был впервые описан в 1851 году британским зоологом Томасом Джердоном (Thomas Caverhill Jerdon, 1811—1872) под первоначальным названием Atta floricola Jerdon, 1851. От сходного африканского вида Monomorium inquietum отличается двуцветной окраской тела, более крупными глазами (около 10 омматидиев, максимальный диаметр более 0,21 от ширины головы).
Колонии M. floricola полигинные (содержат несколько яйцекладущих самок), полидомные (рабочие одной колонии могут быть разделены между несколькими небольшими муравейниками). Гнёзда располагаются в различных небольших полостях. Это позволяет фрагментам колонии, содержащих маток, легко транспортироваться внутри плывущих частей растений (например, ветвей, бревен и кокосовых орехов), а в последнее время внутри перевозимого людьми груза.